# Costus ledermannii
Costus ledermannii är en enhjärtbladig växtart som beskrevs av Ludwig Eduard Loesener. Costus ledermannii ingår i släktet Costus och familjen Costaceae.
Artens utbredningsområde är Kamerun. Inga underarter finns listade.